# Candice Night
Candice Night (New York, 8 mei 1971) is de echtgenote van Ritchie Blackmore. Ze was actief als achtergrondzangeres in Blackmores band Rainbow en is tegenwoordig de leadzangeres van de groep Blackmore's Night.

## Loopbaan
Night ontmoette Ritchie Blackmore op een voetbalveld in 1989. Ze schreef de tekst van enkele van de liedjes op het Rainbow-album Stranger in Us All. Nadien ontving ze diverse prijzen voor haar optredens met Blackmore's Night, waaronder enkele gouden platen. Dit was de voornaamste oorzaak van het begin van haar internationale carrière.
Ze tracht voortdurend haar mogelijkheden te verbreden tijdens opnamen en liveconcerten. Ze houdt zich niet langer alleen bezig met het schrijven van liedjes, maar speelt ook diverse instrumenten, zoals de schalmei, cornamuse, rauschpfeife en pennywhistle.
Candice Night zong eveneens het lied "Light the Universe", dat is terug te vinden op het album Keeper of the Seven Keys: The Legacy van de Duitse metalband Helloween.
Op 30 september 2011 verscheen haar soloalbum Reflections.

## Discografie

### Blackmore's Night
Albums & Dvd's
- Blackmore's Night

### Solo
Albums
- Reflections (2011)